# Przegłos lechicki
Przegłos lechicki (przegłos polski) – proces fonetyczny (przegłos), spowodowany zmniejszeniem znaczenia opozycji samogłoska przednia – samogłoska tylna po palatalizacji spółgłosek. Według chronologii bezwzględnej, opartej na źródłach filologicznych, miał on miejsce w wieku IX i X, a w pierwszej połowie XII wieku był już zakończony. Chronologia względna, oparta na rekonstrukcji i metodzie historycznoporównaczej, sytuuje go około X wieku. Przegłos miał miejsce w dialektach lechickich, to jest: polsko-pomorsko-połabskich.

## Istota przegłosu
Przegłos lechicki polega na stwardnieniu (dyspalatalizacji) fonemów sylabotwórczych miękkich, tzn. samogłosek przednich *e, *ě, *ę (ale nie samogłosek wysokich *i oraz *ь) i sonantów zgłoskotwórczych: *l̥´ i *r̥´. Na skutek przegłosu znacznemu osłabieniu uległa opozycja samogłosek twardych (palatalnych) i miękkich (niepalatalnych).
Przegłosowi uległy samogłoski: *e, *ě, *ę, które przed spółgłoskami przedniojęzykowymi twardymi (tzn. t, d, n, s, z, r, ł) przekształciły się odpowiednio w: o, a, ǫ; z kolei miękkie sonanty zgłoskotwórcze: *l̥´ i *r̥´ przeszły w *l̥ i *r̥. Przykłady: *žena > żona, *lěsъ > las.
Przegłos nie zachodził przed innymi spółgłoskami, w tym zmiękczonymi, stąd polskie oboczności typu żona – żeński, las – w lesie.

## Przegląd zmian fonetycznych
- *ě (+ t, d, n, s, z, r lub ł) > a ze zmiękczeniem spółgłoski poprzedzającej
np. *věra > wiara

- *ę (+ t, d, n, s, z, r lub ł) > ǫ ze zmiękczeniem spółgłoski poprzedzającej
np. w Bulli gnieźnieńskiej: Zuantos (= Śv´ǫtoš´) od rdzenia *svętъ

(rezultat tej zmiany został później zatarty przez przekształcenia w obrębie samogłosek nosowych)
- *r̥´ (+ t, d, n, s, z, r lub ł) > *r̥ > ar
np. *sr̥´na > *sr̥na > sarna

- *l̥´ (+ t, d, n, s, z, r lub ł) > *l̥ > eł
np. *vl̥´na > *vl̥na > wełna

- *e (+ t, d, n, s, z, r lub ł) > o ze zmiękczeniem spółgłoski poprzedzającej
np. *berǫ > biorę

Ostatnia z tych zmian, obejmująca *e, jest charakterystyczna tylko dla języka polskiego.

## Odstępstwa od przegłosu
Na skutek wyrównywania tematów w odmianie rzeczowników czy czasowników, a także innych zjawisk fonetycznych (częściowo nie do końca wyjaśnionych), pojawiły się między innymi następujące typy form nieregularnych z historycznego punktu widzenia:
- zanikły formy z przegłosem, np. staropolska cana została zastąpiona przez cena, wcześniejsze krzasło przez krzesło (na wzór regularnych form miejscownika: cenie, krześle)
- pojawiły się dodatkowe formy z przegłosem na wzór innych, obecnych już w odmianie, np. żona – o żonie (zamiast starszego o żenie)
- powstały również formy oboczne tego samego wyrazu, np. bieda – biada, dzieło – działo
- niektóre przyimki, a mianowicie: bez, przed i przez, naprzemiennie ulegały przegłosowi lub nie w zależności od następującego po nich wyrazu (rozpoczynającego się spółgłoską twardą lub miękką); w ostateczności przegłosowi nie uległy
- pojawiły się formy, w których przegłos zaszedł mimo braku odpowiednich warunków, np. macocha lub poziomka (następujące po samogłoskach spółgłoski ch i m nie są przedniojęzykowe)
- w nielicznych wyrazach przegłos nie zaszedł mimo obecności sprzyjających warunków, np. kobieta (nie **kobiata, z *koběta).

## Konsekwencje przegłosu
Konsekwencją przegłosu jest zniesienie zasady korelacji miękkości pomiędzy spółgłoską a następującą po niej samogłoską. W wyniku przegłosu po miękkiej (palatalnej) spółgłosce mogły się odtąd pojawiać także samogłoski tylne (niepalatalne), np. kwiat ([v´] – [a]), las (funkcjonalnie miękkie [l] – [a]), wiodę ([v´] – [o]), biały ([b´] – [a]). Spółgłoski palatalne usamodzielniły się przez to jako odrębne fonemy.
Proces zachodził zależnie od otoczenia, więc w języku polskim pojawiły się na skutek przegłosu alternacje samogłoskowe e:a oraz e:o, które widoczne są w odmianie wyrazów, np. las : lesie, wieźć : wiozę, widział : widzieli. Ich powstanie przebiegało następująco:
1. prasłowiańskie *ě w wyniku przegłosu dało polskie a
2. prasłowiańskie *ě bez przegłosu dało polskie e
3. prasłowiańskie formy *věra, věrě kontynuowane są przez polskie wiara : wierze (alternacja a:e).

## Przegłos lechickiaprzegłos polski
Przegłos lechicki opisywany jest najczęściej jako jeden proces. Składały się na niego jednak dwie fazy: wcześniejsza dotyczy całej grupy polsko-pomorsko-połabskiej (wszystkich dialektów lechickich) i obejmuje swym zasięgiem *ě, *ę, *l̥´, *r̥´ (przegłos lechicki w węższym znaczeniu); późniejsza faza dotyczy tylko języka polskiego i obejmuje samogłoskę *e (przegłos polski).